# Socios por accidente
Socios por accidente es una película argentina dirigida por Nicanor Loreti y Fabián Forte y protagonizada por Peter Alfonso, José María Listorti e Ingrid Grudke. Fue estrenada el 17 de julio de 2014.

## Sinopsis
Matías es un traductor de lengua rusa. Rody, un agente de Interpol que requiere sus servicios para esclarecer un caso. Una serie de imprevistos los envuelven en una huida desesperada para proteger sus vidas.

## Reparto
- Peter Alfonso como Rody
- Nicolás Galvagno como Mercenario Ruso
- Ingrid Grudke como Sveta
- José María Listorti como Matías
- Lourdes Mansilla como Rocío
- Anita Martínez como Sabrina
- Edward Nutkiewicz como Iván